# Equipe norueguesa na Copa Billie Jean King
A equipe norueguesa na Copa Billie Jean King representa a Noruega na Copa Billie Jean King, principal competição de tênis feminina por equipes do mundo. É administrada pela Norwegian Tennis Association.

## História
A Noruega competiu pela primeira vez em 1963. Seus melhores resultados foram as 2ª fases de 1972 e 1974.

## Última convocação
Para o Grupo I da Europa/África de 2023, entre 11 e 15 de abril:
- Malene Helgø
- Ulrikke Eikeri
- Lilly Elida Håseth
- Emilie Elde